# Daniel Jacobs
Daniel Jacobs (Brownsville, 3 febbraio 1987) è un pugile statunitense.
Soprannominato "The Miracle Man", è stato campione del mondo WBA dei pesi medi dal 2014 al 2017 e IBF dei pesi medi dal 2018 al 2019.

## Biografia
Jacobs è nato e cresciuto a Brooklyn, nel quartiere di Brownsville. È stato allevato dalla madre, Yvette Jacobs, dalla nonna, Cordelia Jacobs e dalle zie. Daniel ha poi frequentato la Erasmus High School.